# WrestleMania 29
Cet article concerne la vingt-neuvième édition du pay-per-view WrestleMania . Pour toutes les autres éditions, voir WrestleMania.
La vingt-neuvième édition de WrestleMania est une manifestation de catch professionnel télédiffusée et visible
en paiement à la séance et en exclusivité gratuitement sur la chaîne française AB1. L'événement, produit par la WWE, s'est déroulé le 7 avril 2013 au MetLife Stadium, à East Rutherford au New Jersey, aux États-Unis. Il s'agit de la vingt-neuvième édition de WrestleMania, pay-per-view no 1 annuel de la WWE. Le show sera par ailleurs le troisième pay-per-view de la WWE en 2013,,. Le champion de la WWE The Rock et John Cena sont les vedettes de l'affiche officielle.
Espérant accueillir plus de 75 000 personnes, la carte de WrestleMania 29 comprend dix matches, dont un pré-show interactif. Trois main events notables font l'objet de promotion par la WWE. D'abord, un No Holds Barred match entre Triple H, accompagné de son ami de longue date Shawn Michaels,  et Brock Lesnar, soutenu par son manager Paul Heyman, avec pour stipulation que si Triple H perd, il devra mettre fin à sa carrière. Ensuite, le second main event oppose The Undertaker à CM Punk, The Phenom disposant d'un streak à WrestleMania qui s'élève à 20-0, faisant désormais l'objet de tentatives annuelles pour briser cette série de victoires, chose que CM Punk tentera de réaliser. Enfin, le main event principal de l'évènement consiste en un rematch du WrestleMania précédent, mettant aux prises le champion de la WWE Dwayne "The Rock" Johnson et le vainqueur du Royal Rumble John Cena, dans un match faisant l'objet de promotion sous le slogan Redemption vs. Greatness.

## Production
| Autre personnel de la WWE présent | Autre personnel de la WWE présent |
| Rôle                              | Nom                               |
| --------------------------------- | --------------------------------- |
| Commentateur                      |                                   |
| Josh Matthews (Pré-show)          |                                   |
| Matt Striker (Pré-show)           |                                   |
| Jim Ross (Pré-show)               |                                   |
| Booker T (Pré-show)               |                                   |
| Jerry Lawler                      |                                   |
| Michael Cole                      |                                   |
| John Bradshaw Layfield            |                                   |
| Carlos Cabrera (Espagnol)         |                                   |
| Marcelo Rodriguez (Espagnol)      |                                   |
| Annonceur de ring                 | Lilian Garcia                     |
| Annonceur de ring                 | Justin Roberts                    |

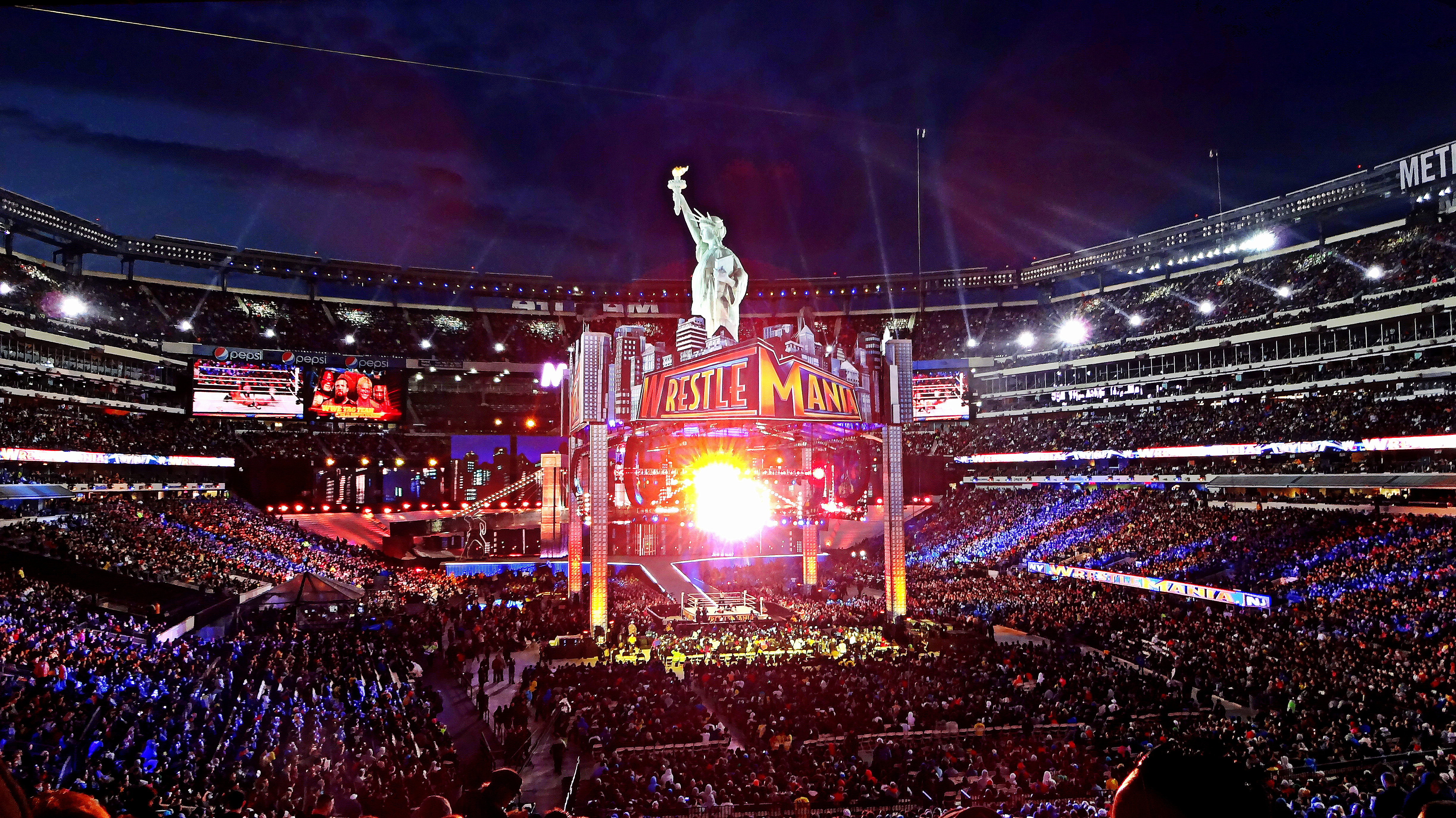
80 676 fans étaient présents au MetLife Stadium pour WrestleMania 29.

Le 5 février 2012, il a été annoncé que WrestleMania 29 se déroulera au MetLife Stadium à East Rutherford, New Jersey, dont l'estimation du public serait d'environ 90 000 personnes.Cet évènement sera le cinquième WrestleMania dans le Grand New York après WrestleMania I, WrestleMania X et WrestleMania XX qui se sont déroulés au Madison Square Garden ainsi que WrestleMania 2 qui lui s'est déroulé au Nassau Veterans Memorial Coliseum. Il sera aussi le troisième WrestleMania à se dérouler dans le New Jersey après WrestleMania IV et WrestleMania V qui se sont tous les deux déroulés au Trump Plaza à Atlantic City.

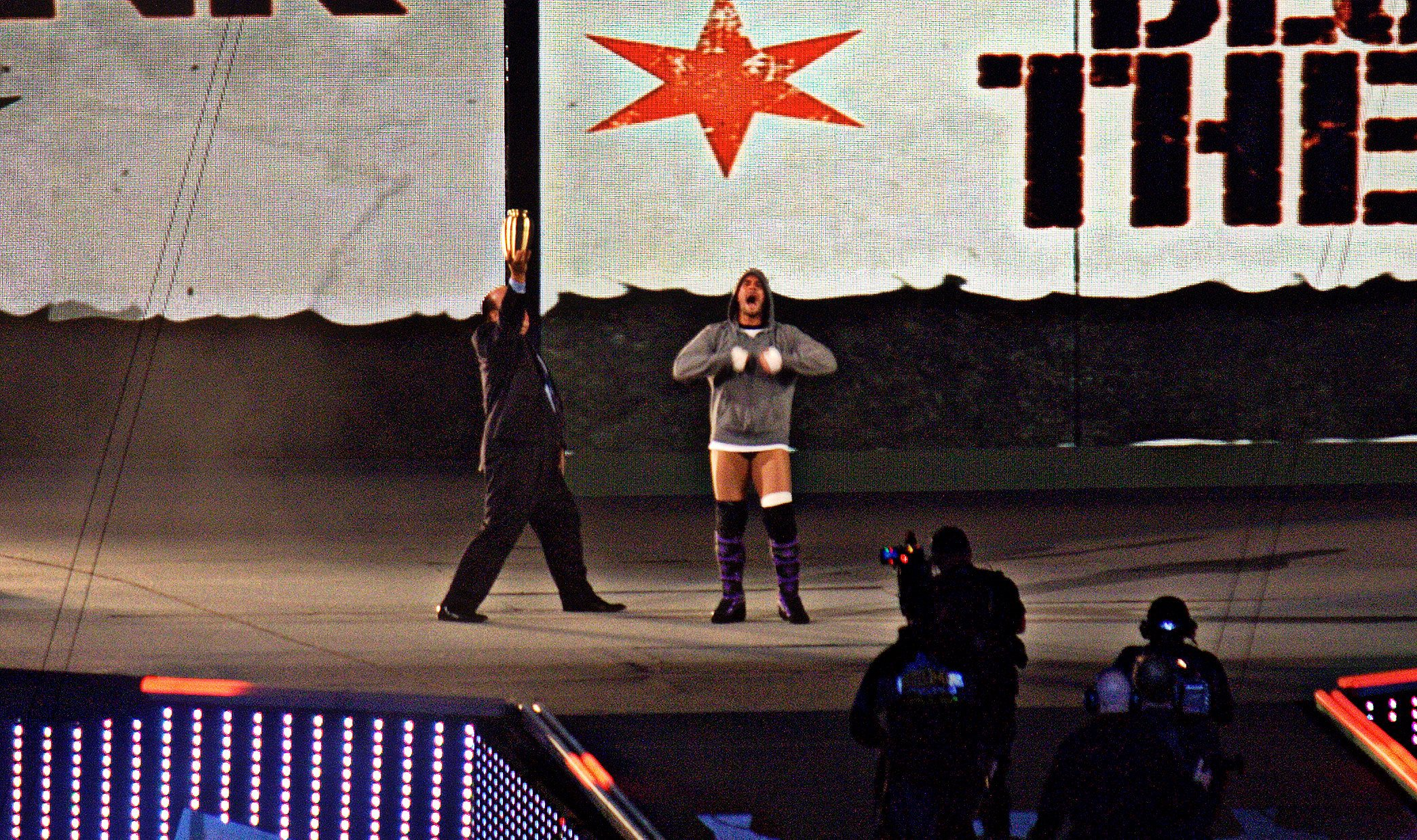
CM Punk a tenté de mettre fin à la série d'invincibilité de l'Undertaker, sans succès.

Une convention pour les fans se fera sous le nom WrestleMania Axxes dans le Izod Center. La traditionnelle cérémonie du Hall of Fame aura lieu le samedi précédent l'évènement au Madison Square Garden. Mick Foley est le premier qui a été annoncé dans le Hall of Fame. Voir aussi Hall of Fame 2013.
Les billets sont en vente depuis le 10 novembre 2012. Le même jour 52 029 billets ont été vendus, battant le record établi en 2002 pour WrestleMania X8 de 51 620 billets. Il a également établi un nouveau record pour le chiffre d'affaires des ventes de la première journée de plus de 10 millions de dollars, dépasant le WrestleMania XXVIII de 6,3 millions de dollars (en partie en raison de l'augmentation des prix des billets).
Stephanie McMahon a révélé lors d’une conférence au festival SXSW que les plans ont changé pour le pré-show de WrestleMania 29. En plus d’une durée prolongée exceptionnellement d’une heure, le pré-show présentera plusieurs fonctionnalités interactives permettant aux fans de voter pour des stipulations ou même un match tout court qui auront une incidence sur le pay-per-view WrestleMania plus tard dans la soirée.[réf. nécessaire]

## Contexte
Les spectacles de la WWE en paiement à la séance sont constitués de matchs aux résultats prédéterminés par les scénaristes de la WWE. Ces rencontres sont justifiées par des storylines — une rivalité avec un catcheur, la plupart du temps — ou par des qualifications survenues dans les émissions de la WWE telles que Raw, SmackDown, Superstars et Main Event. Tous les catcheurs possèdent un gimmick, c'est-à-dire qu'ils incarnent un personnage gentil ou méchant, qui évolue au fil des rencontres. Un pay-per-view comme WrestleMania est donc un événement tournant pour les différentes storylines en cours.

### Rivalité entre The Rock et John Cena pour le WWE Championship

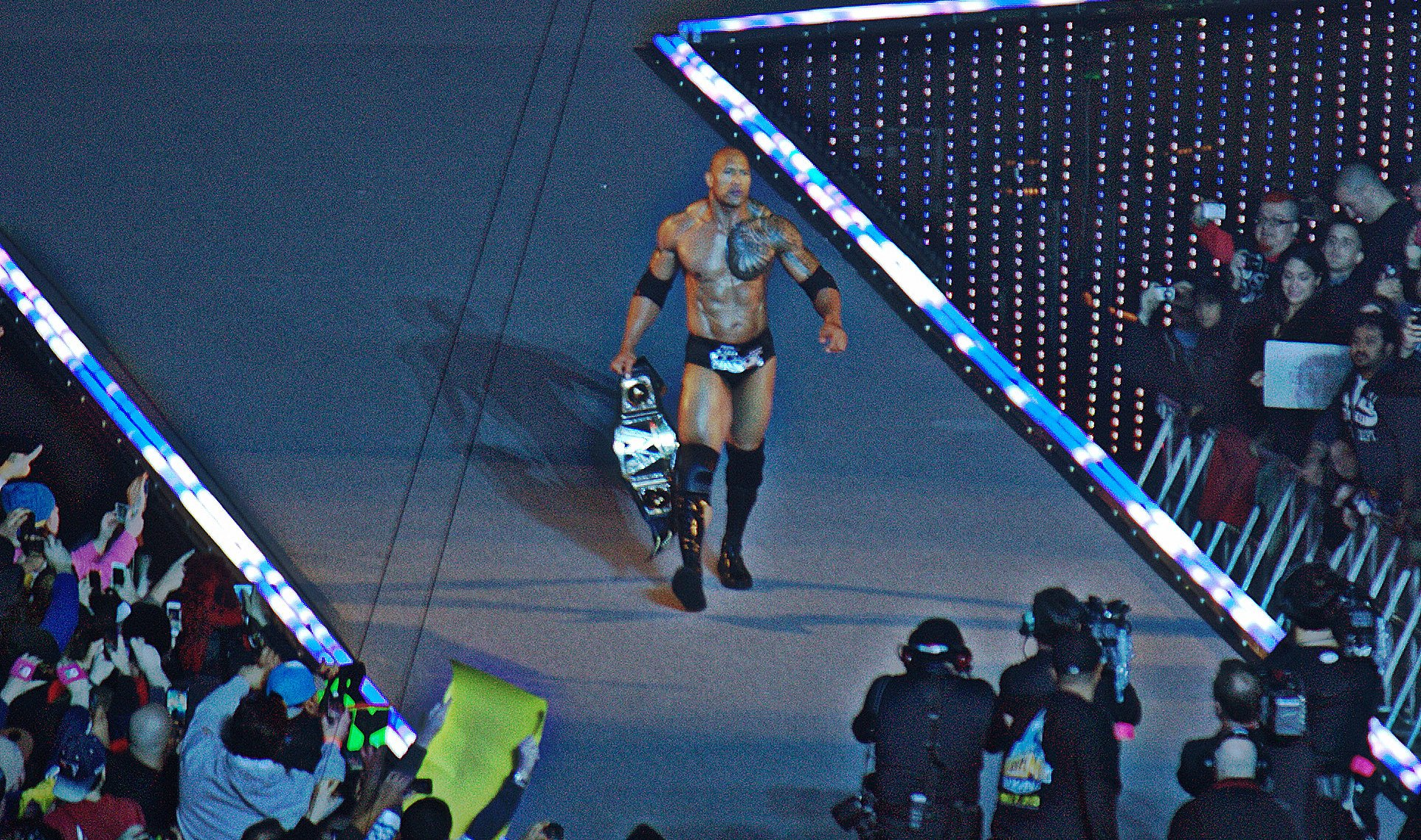
The Rock lors de son entrée vers le ring.

Après un défi lancé un an auparavant, The Rock bat John Cena à WrestleMania XXVIII ; la nuit suivante, il a annoncé son désir de devenir Champion de la WWE. Au cours de Money in the Bank (2012) John Cena a remporté le Money in the Bank Ladder match et gagne un contrat qui lui garantit un combat pour le titre. Le 16 juillet 2012 lors de Raw, Cena a annoncé qu'il utiliserait sa mallette contre le champion de la WWE CM Punk lors du 1000e épisode de Raw qui s'est déroulé le 23 juillet 2012. The Rock a fait son retour à la WWE après lors du 1000e épisode de Raw, annonçant qu'il fera face au Champion de la WWE pour le titre au Royal Rumble. Peu de temps après, jusque-là CM Punk champion, Daniel Bryan et John Cena ont annoncé qu'ils feraient face à The Rock. Mais plus tard ce soir-là, au cours de la lutte pour le titre entre Punk et John Cena, Big Show a attaqué Cena, causant une disqualification et permettant à Punk de conserver le titre. Après le combat fini Big Show a continué à frapper Cena. The Rock a essayé de sauver Cena, mais il a été attaqué par Punk, qui lui porte son Go To Sleep, entamant un heel turn. Au Royal Rumble, Rock bat CM Punk et devient Champion de la WWE.
La même nuit lors du Royal Rumble, John Cena gagne le Royal Rumble match en éliminant en dernier Ryback. À la suite de cette victoire John Cena obtient d'office un match en simple à WrestleMania 29 soit pour le WWE Championship ou pour le World Heavyweight Championship.
Lors du Raw du 28 janvier 2013, John Cena a annoncé qu'il mettra au défi le champion de la WWE. L'adversaire de Cena est déterminé lors de Elimination Chamber se déroulant le 17 février 2013, face à The Rock ou CM Punk. À l'Elimination Chamber le 17 février 2013, The Rock a défendu avec succès le Championnat de la WWE contre CM Punk. C'est pour cela que Cena et Rock vont s'affronter dans un match revanche de WrestleMania XXVIII à WrestleMania 29 pour le titre de champion de la WWE.
Le 18 février 2013 lors de Raw, Cena, qui a déclaré son intention de se battre pour le titre de la WWE à WrestleMania 29 à maintes reprises, avait à peine commencé à s’adresser à la foule de Cajundome lorsque Punk a interrompu le leader de la CeNation en le provoquant et notamment en lui rappelant la défaite de Cena à WrestleMania XXVIII et ses nombreux échecs contre Punk lui-même. Mais Cena ne se serait pas aussi facilement résigné. Toutefois, il a admis deux points : il n’a jamais battu Punk et il n’a jamais battu The Rock. Cena a ajouté qu’il avait la solution pour faire taire la Straight Edge Superstar ainsi que ses détracteurs. « Un match, a annoncé Cena, le grand match. John Cena vs. CM Punk. Si je gagne, tu fermes ta bouche, et tu retournes dans le trou par lequel tu es venu. Et tu dégages. Si tu gagnes, eh bien tu auras raison. Je ne mériterais pas cette place dans le main event de WrestleMania. Si tu me bats, tu le mériteras. Je donne ma parole, si tu me bats ce soir, je te donne ma place de WrestleMania. » Pas du genre à accepter les défis des autres sans y ajouter ses conditions, CM Punk a accepté l’offre en ajoutant que cela se passera la semaine prochaine à Raw. Subséquemment, Punk ajoute que Cena venait de prendre « la décision la plus stupide de sa vie ». John Cena bat CM Punk lors du Raw du 25 février et affrontera donc The Rock dans le main event de WrestleMania 29.

### Rivalité entre The Undertaker et CM Punk

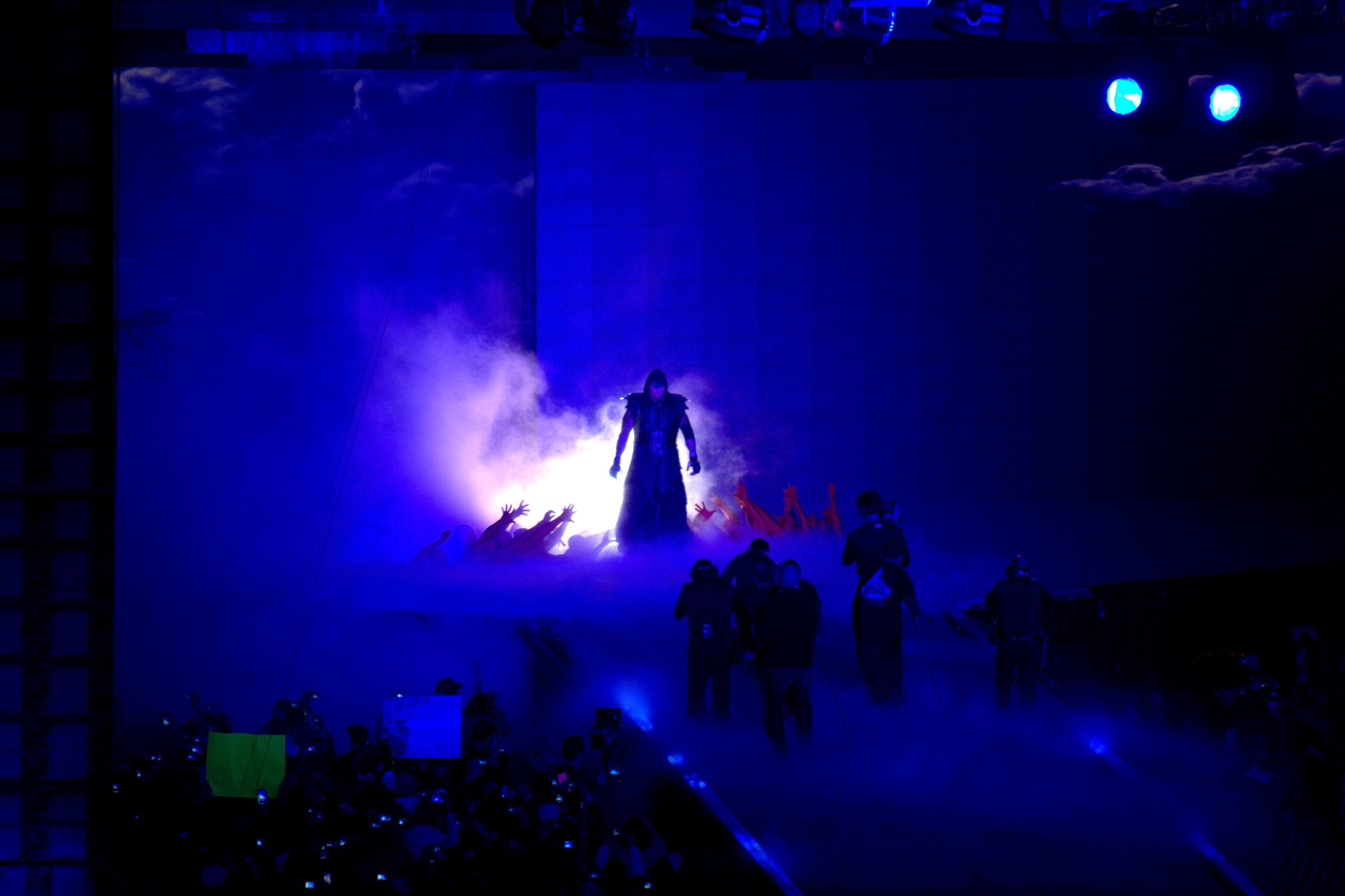
The Undertaker toujours invaincu à WrestleMania 21-0.

Lors de l'épisode spécial de Monday Night Raw Old School du 4 mars 2013, CM Punk bat Randy Orton, Sheamus et Big Show dans un Fatal 4 Way et gagne le droit à un match pour affronter l’Undertaker à WrestleMania 29. Punk a déclaré plus tôt dans la nuit qu’il mettra fin à la série de victoires du Deadman, qui détient toujours le record de 20 victoires à 20 participations à WrestleMania. Le Phenom est apparu à deux reprises lors de l’évènement, une fois pendant l’ouverture puis à la suite du match de CM Punk pour conclure le show entre les regards des deux protagonistes.
Lors du Monday Night Raw du 11 mars, l'Undertaker arrive en début de show sur le ring pour rendre hommage à son ancien manager Paul Bearer, décédé quelques jours plus tôt. CM Punk l'interrompt sous les huées du public. Il assure que sa série de victoires prendra fin à WrestleMania, et que ce n'est pas à Paul Bearer que l'on rendra hommage, mais à l'Undertaker pour avoir perdu. Plus tard en fin de show, le gong de la musique de l'Undertaker retentit durant le match opposant CM Punk à Kane ; ce dernier remporte le match, puis les Brothers of Destruction rendent tous deux hommage à Paul Bearer (Kane l'avait également eu avec lui en tant que manager). Pendant l'hommage, Punk attaque Kane avec l'urne de l'Undertaker qui se rend sur le ring pour aider son demi-frère. Punk sort du ring et fuit avec l'urne, pendant que le Deadman regarde Kane allongé sur le ring. CM Punk imite ensuite la pose de l'Undertaker pour le provoquer ; celui-ci répond avec sa provocation du pouce sous la gorge.

### Rivalité entre Triple H et Brock Lesnar

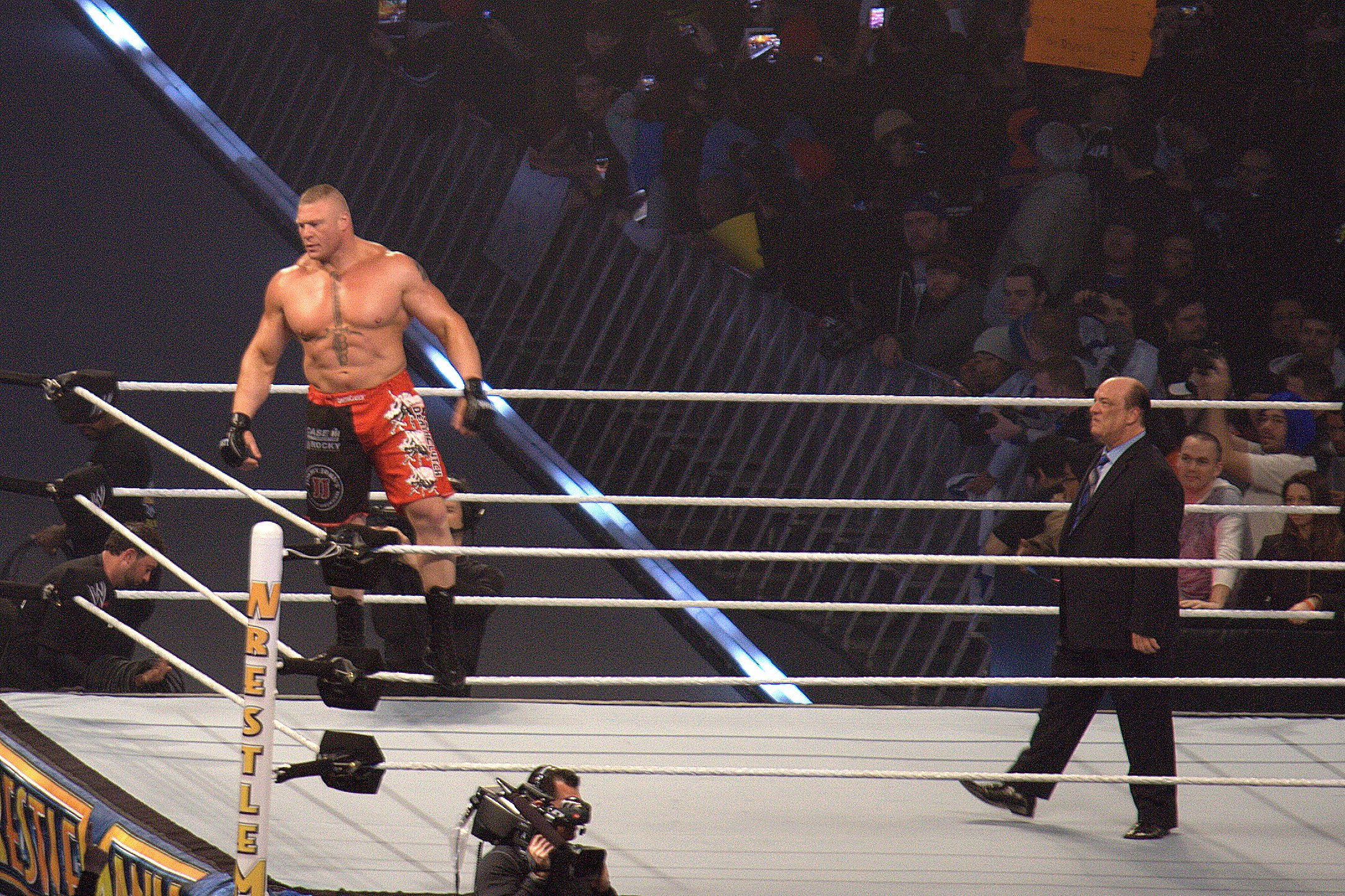
Brock Lesnar avec Paul Heyman lors de son entrée.

Triple H et Brock Lesnar ont commencé leur rivalité au SummerSlam l'année dernière. Lors de cet évènement Lesnar a gagné contre Triple H appliquant un Kimura Lock. Ce match a conduit Triple H à se retirer du ring et Lesnar a quitter la WWE pendant un certain temps. Le 11 février à Raw, Vince McMahon a menacé de licencier Paul Heyman mais Brock Lesnar a fait son retour et a attaqué M. McMahon avec un F-5. 2 semaines plus tard à RAW, Mr. McMahon et Heyman s'opposaient, où Mr. McMahon apparaissait sur des béquilles, en raison de la blessure qu'a causé Lesnar. 
Ce dernier apparut de nouveau et semblait vouloir s'attaquer à nouveau à Mr. McMahon. Cependant, Triple H a fait son retour avec une mission de vengeance sur Lesnar pour ce qui est arrivé à SummerSlam. Triple H attaqua Lesnar en l'envoyant à deux reprises dans le poteau puis continua avec une chaise dans le dos. Le 4 mars 2013 à RAW, Triple H arrive sur le ring et a lancé un défi à Lesnar pour un match à WrestleMania.
Le 11 mars 2013 à RAW, Paul Heyman et Brock Lesnar ont accepté de relever le défi, mais à la condition, qu'ils décident de la stipulation du combat et que Triple H ne la connaisse qu'après la signature de contrat. Lors de raw du 18 mars 2013, Triple H a attaqué Paul Heyman avant de signer le contrat puis il a envoyé Paul Heyman hors du ring. À ce moment-là Brock Lesnar fait son apparition avec une chaise et ayant l'intention de se venger de ce que Triple H a fait mais au moment où Lesnar commença à s'approcher du ring Triple H prit une masse (sledgehammer), ce qui poussa Brock Lesnar à battre en retraite. Avant que le show se finisse, Paul Heyman a annoncé que ce serait un No Holds Barred Match et que si Lesnar gagne, Triple H devra prendre sa retraite,.

### Rivalité entre Alberto Del Rio et Jack Swagger pour le World Heavyweight Championship
Lors d'Elimination Chamber (2013), Alberto Del Rio a réussi à conserver son titre de champion du monde poids-lourds contre le Big Show. De son côté, Jack Swagger a remporté l'Elimination Chamber match contre Chris Jericho, Daniel Bryan, Kane, Mark Henry et Randy Orton pour devenir aspirant no 1 au World Heavyweight Championship et affrontera Del Rio pour le titre à WrestleMania 29.

### Rivalité entre The Shield et Sheamus, Big Show & Randy Orton
Depuis TLC 2012, le groupe The Shield cible tous les catcheurs bénéficiant d'un traitement de faveur ou étant favoris du public. Après Elimination Chamber, ils visent plus particulièrement Randy Orton et Sheamus. Quand The Shield les défient pour un match à WrestleMania, ils acceptent et afin d'être à 3 contre 3, choisissent Ryback comme partenaire au lieu du Big Show, lui aussi attaqué par le trio.
Finalement, Ryback se tournant vers Mark Henry pour mesurer sa force, Big Show rejoint Orton et Sheamus pour lutter contre les trois catcheurs de The Shield.

### Rivalité entre Wade Barrett et The Miz pour le Intercontinental Championship
Après avoir essayé de remporter le championnat des États-Unis d'Antonio Cesaro sans succès, The Miz tente depuis plusieurs semaines de remporter le titre Intercontinental de Wade Barrett. En effet, lors du WWE Raw du 18 mars, il ne remporte pas le titre de Barrett dans un match comprenant aussi Chris Jericho. Cette même semaine, lors de WWE SmackDown, The Miz bat Cesaro et une fois le match terminé, il défie Barrett, qui était installé à la table des commentateurs, de monter sur le ring. Ce dernier n'a pas accepté et s'en est allé. Lors du Raw du 25 mars, Barrett perd par soumission face au Miz dans un match ou son titre n'était pas en jeu. Le 26 mars sur WWE.com, l'annonce de leur match à WrestleMania est officialisée. Le 29 mars à Smackdown Barrett perd en un contre un face à Chris Jericho à cause d'une distraction du Miz qui était à la table des commentateurs.

### Rivalité entre Ryback et Mark Henry
Lors du WWE SmackDown du 15 mars 2013, Ryback a été choisi par Randy Orton et Sheamus comme équipier pour affronter The Shield à WrestleMania. Cependant, Ryback s'était fait agresser ces dernières semaines à la fin de ses matchs par Mark Henry. Lors du Raw du 18 mars 2013, Vickie Guerrero retire Ryback du match contre The Shield et lui annonce qu'il affrontera Mark Henry en un contre un. À SmackDown, le 29 mars, les 2 catcheurs s'affrontent dans un concours d’haltérophilie. Mark Henry passe le premier et bat le record mondial avec 53 levées. Lorsque vient le tour de Ryback, lors de la 54e levée, Henry intervient et étrangle Ryback avec l’haltère et bat le record de Mark Henry.

### Rivalité entre Team Hell No et Dolph Ziggler & Big E Langston pour le WWE Tag Team Championship
Depuis quelque temps, des tensions se font apparaître entre Kane et Daniel Bryan pour savoir qui est le meilleur des deux. Lors du WWE SmackDown du 15 mars 2013, Kane perd un match contre Dolph Ziggler après une intervention de Big E Langston. Lors du Raw du 18 mars 2013, AJ Lee, qui est la petite amie de Ziggler, intervient dans le match de Team Hell No contre Primo et Epico. Mais, arrivant quand même à maîtriser le match, ils obtiennent la victoire. Plus tard dans la soirée, après la victoire de Ziggler face à Kofi Kingston, la Team Hell No propose un match à Ziggler et son garde du corps. Ils acceptent à condition que ce soit à WrestleMania et que les titres soient en jeu. Kane et Daniel Bryan acceptent de mettre les titres en jeu. Lors du SmackDown du 29 mars, Daniel Bryan et Kaytlin battent Ziggler et Aj.

### Rivalité entre Chris Jericho et Fandango
Après plusieurs refus de monter sur le ring, le danseur Fandango en vient aux mains quand Chris Jericho se moque de son nom. Il intervient donc lors du match de Y2J contre Jack Swagger lors du SmackDown du 22 mars. Après une nouvelle attaque lors du Raw suivant, Vickie Guerrero organise le match entre les deux hommes à WrestleMania.

## Réception

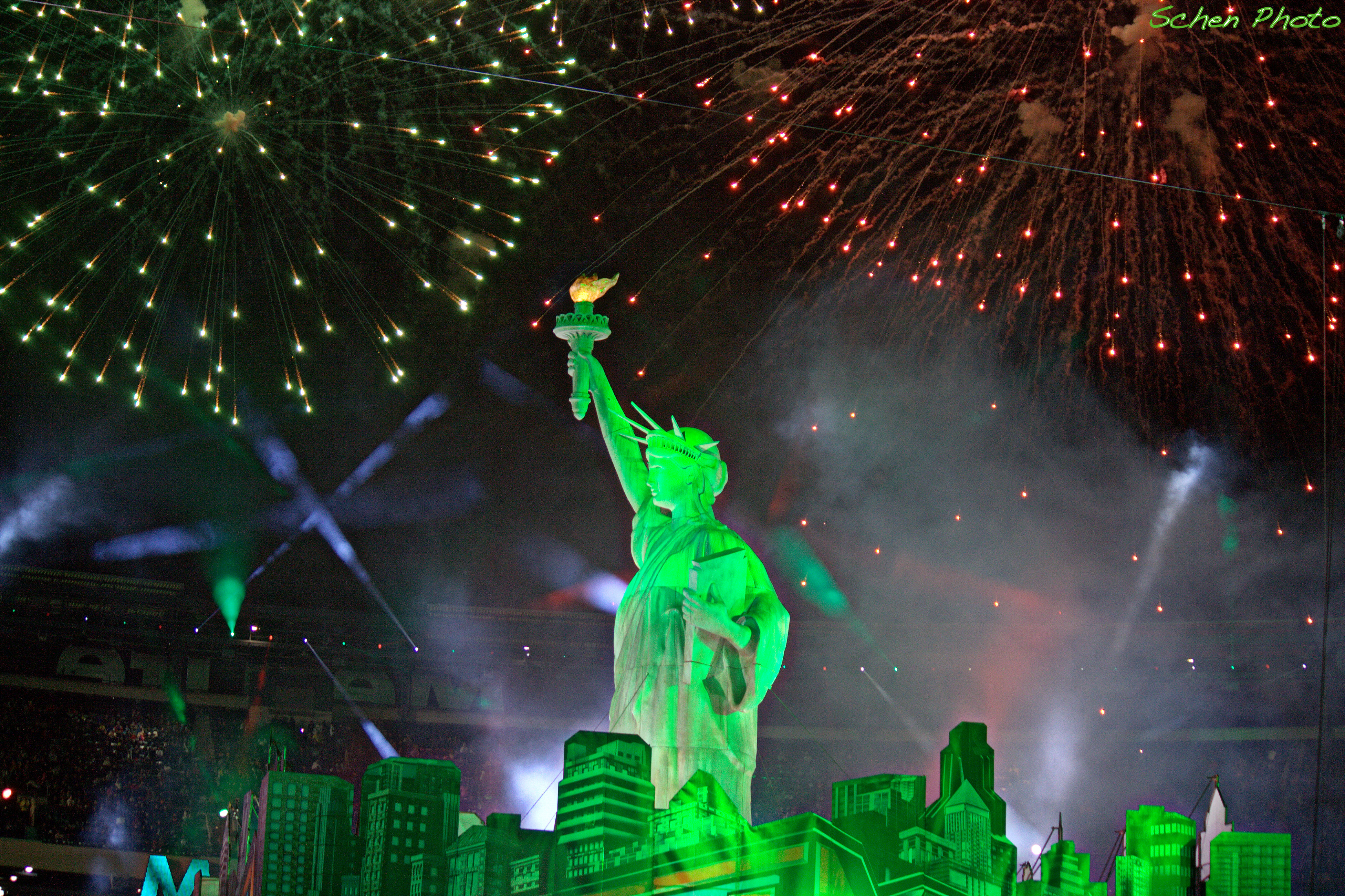
La statue de la Liberté était dans le décor présent au-dessus du ring.

WrestleMania 29 a reçu une critique générale variée. Matt Kodner de The A.V. Club a donné pour la qualité du spectacle, une lettre B. Il a généralement critiqué l'événement comme étant « trop de même chose, avec à peine un sentiment de plaisir pour les matchs ». Il a affirmé que le main event entre John Cena et The Rock était « trop semblable à leur dernière rencontre, et le match n'avait pas assez de rebondissement. » Il a nommé le match CM Punk contre The Undertaker comme « match de la nuit ». Il a déclaré : « bien qu'il restait une heure avant la fin du show, leur match a été le point culminant et le seul vrai triomphe de ce WrestleMania ». Kodner a ensuite considéré la performance de P. Diddy comme « spectaculaire et performante ». Il a salué les annonceurs pour avoir fait du « bon travail » mais que JBL leur a volé la vedette lors de la publicité pour les figurines Slammers Power. Il a également salué l'entrée discrète de Fandango, mais a vivement critiqué les problèmes techniques de la diffusion en direct sur WWE.com qui a fait manquer le match d'ouverture à tous ceux qui visionnaient le show le site officiel de la WWE. 
Rob McNichol du tabloïd britannique The Sun a noté WrestleMania 29 d'un 6/10, nommant le match CM Punk contre The Undertaker comme match de la nuit. Il a critiqué le match The Rock contre John Cena, le qualifiant de "similaire à leur match de l'année dernière, à WrestleMania XXVIII". Il a considéré l'événement comme "un bon spectacle sans véritable étincelle".
WrestleMania 29 a amassé plus de 1 048 000 achats en PPV soit 205 000 de moins que WrestleMania XXVIII l'an d'avant. L'événement a cependant établi un nouveau record du plus grand succès financier de l'industrie du catch, avec plus 72 millions de dollars de recettes.

## Tableau des matches
| Pré-show                                                        | The Miz bat Wade Barrett (c)                                                                     | Match simple pour le WWE Intercontinental Championship                                                           | 08:15 |
| 1                                                               | The Shield (Dean Ambrose, Seth Rollins et Roman Reigns) battent Randy Orton, Sheamus et Big Show | Six-man tag team match                                                                                           | 10:35 |
| 2                                                               | Mark Henry bat Ryback                                                                            | Match simple | 08:03 |
| 3                                                               | Team Hell No (Daniel Bryan et Kane) (c) battent Dolph Ziggler et Big E Langston (avec AJ Lee)    | Match par équipe pour le WWE Tag Team Championship                                                               | 06:18 |
| 4                                                               | Fandango bat Chris Jericho                                                                       | Match simple | 09:10 |
| 5                                                               | Alberto del Rio (c) (avec Ricardo Rodriguez) bat Jack Swagger (avec Zeb Colter)                  | Match simple pour le World Heavyweight Championship                                                              | 10:29 |
| 6                                                               | The Undertaker bat CM Punk (avec Paul Heyman)                                                    | Match simple mettant en jeu la série d'invincibilité de 20 victoires à 0 défaites de l'Undertaker à WrestleMania | 22:07 |
| 7                                                               | Triple H (avec Shawn Michaels) bat Brock Lesnar (avec Paul Heyman)                               | No Holds Barred match - Si Lesnar gagne, Triple H doit prendre sa retraite                                       | 23:58 |
| 8                                                               | John Cena bat The Rock (c)                                                                       | Match simple pour le WWE Championship                                                                            | 23:58 |
| (c) désigne le(s) champion(s) défendant son titre dans le match |                                                                                                  | |       |